# لورين غودمان
لورين غودمان (بالإنجليزية: Loren Goodman)‏ هو شاعر أمريكي، ولد في 1968.